# Europawahl in Griechenland 1981
- KKE: 3
- KKE(Inland): 1
- KODISO: 1
- PASOK: 10
- KP: 1
- ND: 8

Die Europawahl in Griechenland 1981 fand am 18. Oktober statt. Sie war die erste Wahl zum Europäischen Parlament nach dem Beitritt Griechenlands zur Europäischen Gemeinschaft. Sie fand parallel zur Nationalen Parlamentswahl statt. Griechenland standen 24 Sitze im Europaparlament zu, die zuvor bereits von durch das nationale Parlament gewählten Abgeordneten besetzt worden waren.
Wie bei der nationalen Parlamentswahl wurde die sozialistische PASOK stärkste Partei, während die bis dahin regierende konservative ND nur zweitstärkste Partei wurde. Im Vergleich zur nationalen Wahl konnten jedoch kleinere Parteien, insbesondere Parteien links von der PASOK, mehr Stimmen erreichen. Während nur drei Parteien ins nationale Parlament einzogen, konnten sechs Parteien Sitze im Europaparlament gewinnen.

## Parteien
| Partei | Name                                                           | Parteichef          |
| --- | -------------------------------------------------------------- | ------------------- |
| Panellinio Sosialistiko Kinima (PASOK) Panhellenische Sozialistische Bewegung                                                                    | Πανελλήνιο Σοσιαλιστικό Κίνημα                                 | Andreas Papandreou  |
| Nea Dimokratia (ND) Neue Demokratie | Νέα Δημοκρατία                                                 | Georgios Rallis     |
| Kommounistiko Komma Elladas (KKE) Kommunistische Partei Griechenlands                                                                            | Κομμουνιστικό Κόμμα Ελλάδας                                    | Charilaos Florakis  |
| Kommounistiko Komma Elladas Esoterikou (KKE–E) Kommunistische Partei Griechenlands des Inlands                                                   | Κομμουνιστικό Κόμμα Ελλάδας Εσωτερικού                         | Leonidas Kyrkos     |
| Komma Dimokratikou Sosialismou (KODISO) – Komma Argoton kai Ergazomenon (KAE) Partei des Demokratischen Sozialismus – Arbeiter- und Bauernpartei | Κόμμα Δημοκρατικού Σοσιαλισμού – Κόμμα Αγροτών και Εργαζομένων | Giankos Pesmazoglou |
| Komma Proodeftikon (KP) Partei der Fortschrittlichen                                                                                             | Κόμμα Προοδευτικών                                             | Spyros Markezinis   |
| Christianiki Dimokratia (CD) Christliche Demokratie                                                                                              | Χριστιανική Δημοκρατία                                         | Nikos Psaroudakis   |
| Enosi Dimokratikou Kentrou (EDIK) Union Demokratisches Zentrum                                                                                   | Ένωση Δημοκρατικού Κέντρου                                     | Ioannis Zigdis      |
| Komma Fileleftheron (KF) Partei der Liberalen | Κόμμα Φιλελευθέρων                                             | Nikitas Venizelos   |
| Kinima Ellinon Metarruthmiston Bewegung der griechischer Reformatoren                                                                            | Κίνημα Ελλήνων Μεταρρυθμιστών                                  | Paulos Manolopoulos |

## Ergebnis
| Listen                                 | Stimmen   | %    | Mandate |
| -------------------------------------- | --------- | ---- | ------- |
| Panellinio Sosialistiko Kinima         | 2.278.030 | 40,1 | 10      |
| Nea Dimokratia                         | 1.779.462 | 31,3 | 8       |
| Kommounistiko Komma Elladas            | 729.052   | 12,8 | 3       |
| Kommounistiko Komma Elladas Esoterikou | 300.841   | 5,3  | 1       |
| Komma Dimokratikou Sosialismou         | 241.666   | 4,3  | 1       |
| Komma Proodeftikon                     | 111.245   | 2,0  | 1       |
| Christianiki Dimokratia                | 65.056    | 1,1  | –       |
| Enosi Dimokratikou Kendrou             | 63.673    | 1,1  | –       |
| Komma Fileleftheron                    | 59.141    | 1,0  | –       |
| Kinima Ellenon Metarruthmiston         | 49.495    | 0,9  | –       |
| Gesamt                                 | 5.677.661 | 100  | 24      |
|                                        |           |      |         |
| Ungültige Stimmen                      | 74.683    | 1,3  |         |
| Wähler                                 | 5.752.344 | 81,5 |         |
| Wahlberechtigte                        | 7.059.778 |      |         |
|                                        |           |      |         |
| Quelle: Innenministerium               |           |      |         |

## Fraktionen im Europäischen Parlament
| Partei                         | Partei                                 | Mandate | Fraktion |
| ------------------------------ | -------------------------------------- | ------- | -------- |
|                                | Panellinio Sosialistiko Kinima         | 10 / 24 | SPE      |
|                                | Nea Dimokratia                         | 8 / 24  | EVP      |
|                                | Kommounistiko Komma Elladas            | 3 / 24  | KOM      |
|                                | Kommounistiko Komma Elladas Esoterikou | 1 / 24  | KOM      |
|                                | Komma Dimokratikou Sosialismou         | 1 / 24  | NI       |
|                                | Komma Proodeftikon                     | 1 / 24  | NI       |
|                                |                                        |         |          |
| Quelle: Europäisches Parlament |                                        |         |          |